# 林小琪
林小琪（英語：Carol Lam)，香港中文大学新聞系出身，曾任職李奧貝納、奧美等4A's廣告公司，為 國泰航空、麥當勞打造多個知名廣告，堪稱廣告界「橋后」。她是前上海麥肯廣告（McCann）董事總經理兼首席創意官，現為全球第四大廣告公司Saatchi & Saatchi南中國區首席創意官兼董事合夥人。